# Призвание актриса
„Призвание актриса“ е български документален филм на режисьорката Валентина Фиданова-Коларова от 2016 г.
Филмът разкрива животът и творчеството на актрисата Гинка Станчева, разказани от нея. Прожектиран е по време на XXI Международен София Филм Фест.